# João Batista de Abreu
João Batista de Abreu (Lavras, 19 de junho de 1943) é um economista brasileiro.
Foi ministro do Planejamento, de 1988 a 1990, durante o governo Sarney.